# Trinidad García de la Cadena
Trinidad García de la Cadena är en ort i Mexiko.   Den ligger i kommunen Trinidad García de la Cadena och delstaten Zacatecas, i den centrala delen av landet, 500 km väster om huvudstaden Mexico City. Trinidad García de la Cadena ligger 1 737 meter över havet och antalet invånare är 2 269.
Terrängen runt Trinidad García de la Cadena är kuperad. Runt Trinidad García de la Cadena är det glesbefolkat, med 10 invånare per kvadratkilometer. Trinidad García de la Cadena är det största samhället i trakten. I omgivningarna runt Trinidad García de la Cadena växer huvudsakligen savannskog.